# Alta Velocidad Española
AVE (Alta Velocidad Española) é o nome comercial do produto de mais alta gama da Renfe, que opera apenas nas Linhas de Alta Velocidade (LAV) construídas em Espanha. É inteiramente um comboio de alta velocidade, constituído por séries que apenas podem operar nas LAV que possuem uma bitola, um sistema de sinalização e uma tensão diferente da existente na rede convencional.

## História
Em 1992 é inaugurado o primeiro serviço AVE entre Madrid e Sevilla, com recurso aos novos comboios da série 100, construídos pela Alsthom e em tudo idênticos aos utilizados no serviço TGV da SNCF. 
Em 2003, é concluída a primeira fase da construção da LAV Madrid-Barcelona-Fronteira Francesa e com ela são colocados ao serviço comboios AVE entre Madrid e Lleida, passando por Calatayud e Zaragoza. Na mesma data, o multi-frequente serviço Intercity entre Madrid e Zaragoza é descontinuado, bem como o comboio Diurno entre Madrid e Canfranc.
Em 2007, com a conclusão da LAV até à cidade de Málaga, que se bifurca da LAV Madrid-Sevilla junto a Almodóvar del Rio, é colocado ao serviço o novo serviço AVE entre Madrid e Málaga, substituindo toda a oferta comercial com Talgo 200 e Intercity. 
Também em 2007, é colocado ao serviço o novo serviço AVE entre Madrid e Valladolid que reduz o tempo de viagem para apenas 56 minutos. Este serviço tem a particularidade de ser o único com partida e chegada à estação de Chamartín, em Madrid, isolado do resto da rede AVE. Devido à curta extensão desta LAV, o serviço AVE entre Madrid e Valladolid é reduzido ao longo dos tempos por troca de outros tipos de serviços mais adequados à mobilidade deste eixo, caracterizada não só pelas pendularidades que foram induzidas pela nova LAV, mas também pela redução do tempo de viagem entre Madrid e Valladolid que a LAV proporciona para os destinos no País Vasco, na Cantabria e nas Astúrias.
A 20 de Fevereiro de 2008, o AVE alcança a cidade de Barcelona por um trajecto provisório enquanto não é construída a nova estação multimodal da cidade de Barcelona. Este serviço arranca com algumas frequências e um tempo de viagem, nas viagens sem paragens intermédias, de 2h38. A concorrência com a aviação civil torna-se cada vez mais feroz e, ao longo dos tempos, a renfe vai introduzindo algumas alterações seja nas ofertas promocionais, seja nas frequências deste eixo. No mesmo ano, são introduzidos novos AVE entre Barcelona e Málaga e entre Barcelona e Sevilla, com passagem em Madrid. Em 2009 estes serviços, por via da construção de uma pequena ligação entre a LAV Madrid-Barcelona e a LAV Madrid-Sevilla, dispensam a passagem por Madrid e conseguem a redução de cerca de 60 minutos entre Barcelona e as cidades de Sevilla e Málaga. 
Em 2010, é introduzida a segunda frequência nos comboios entre Barcelona e a Andaluzia. Também neste ano, pela conclusão da LAV Madrid-Valencia com um ramal a Albacete, são introduzidos comboios AVE entre Madrid e Valencia e entre Albacete e Toledo, com recurso a mais recente série de comboios de alta velocidade, a série 112. Enquanto os primeiros se revelaram um grande êxito, com as viagens mais rápidas em 1h35, os segundos foram um rotundo fracasso em virtude do seu percurso incluir passagem, com paragem para inversão de marcha, em Madrid. O tempo de viagem e as três frequências entre as cidades não resultavam muito mais atractivos que o serviço rodoviário Ciudad Directo existente entre Albacete e Toledo e entre Cuenca e Toledo, principalmente pela diferença de preços. 
A 8 de Janeiro de 2013 foi inaugurada o troço de Alta Velocidade entre as estações Barcelona Sants, Girona e Figures Vilafant na comarca de Alt Emporda que Permite a Ligação dos TGV até Paris. A Ligação Barcelona Sants, Figueres Vilafant era operado por Comboios de Media Distancia da Série 449 no Dia 9 de Janeiro Foram Substituídos por Unidades da Série 103 Velaro que Permite As Ligações desde Figueres até Madrid.

## Material circulante

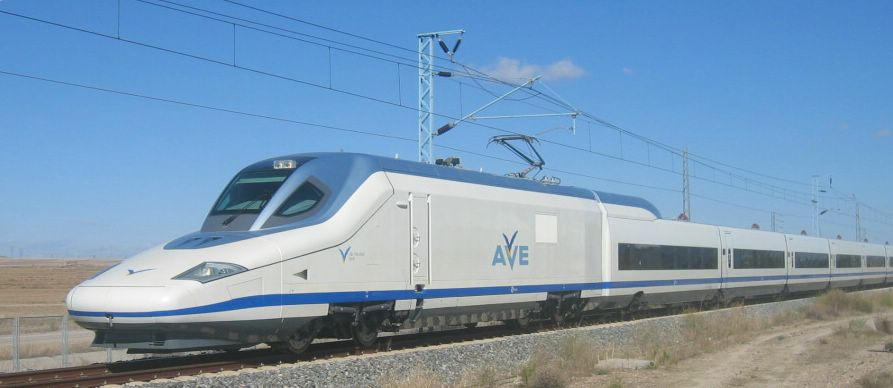
AVE Talgo 350. Série 102.

- Série 100
- Série 102
- Série 103
- Série 112

## Serviços AVE
Em 2024, a Renfe oferece os seguintes serviços AVE:
- Alicante–León via Albacete, Cuenca, Madrid Chamartín, Valladolid e Palencia.
- Alicante–Ourense via Albacete, Cuenca, Madrid Chamartín e Zamora.
- Barcelona–Granada via Tarragona, Lleida, Zaragoza, Ciudad Real, Puertollano, Córdoba e Antequera.
- Barcelona–Málaga via Tarragona, Lleida, Zaragoza, Ciudad Real, Córdoba, Puente Genil-Herrera, e Antequera.
- Barcelona–Sevilha via Tarragona, Lleida, Zaragoza, Ciudad Real, Puertollano e Córdoba (comboios com paragens selecionadas estão também agendados).
- Burgos–Murcia via Valladolid, Segovia, Madrid-Chamartín, Elche e Orihuela.
- Huesca–Sevilha via Tardienta, Zaragoza, Calatayud, Guadalajara, Madrid-Puerta de Atocha e Córdoba
- Madrid–Alicante via Cuenca, Albacete e Villena (comboios diretos e comboios com paragens selecionadas estão também agendados).
- Madrid–Barcelona via Guadalajara, Calatayud, Zaragoza, Lleida, e Tarragona (comboios diretos e comboios com paragens selecionadas estão também agendados).
- Madrid–Castellón via Cuenca, Requena-Utiel e Valencia.
- Madrid–Figueres via Guadalajara, Calatayud, Zaragoza, Lleida, Tarragona, Barcelona e Girona (comboios com paragens selecionadas estão também agendados).
- Madrid–Granada via Ciudad Real, Puertollano, Córdoba, Puente Genil-Herrera, Antequera e Loja (comboios com paragens selecionadas estão também agendados).
- Madrid–Huesca via Guadalajara, Calatayud, Zaragoza, e Tardienta.
- Madrid–León via Segovia, Valladolid e Palencia.
- Madrid–Málaga via Ciudad Real, Puertollano, Córdoba, Puente Genil-Herrera, e Antequera (comboios diretos e comboios com paragens selecionadas estão também agendados).
- Madrid–Murcia via Elche e Orihuela (alguns comboios com chegada a Alicante, voltam em direção a Murcia).
- Madrid–Ourense via Zamora.
- Madrid–Sevilha via Ciudad Real, Puertollano, e Córdoba (comboios diretos e comboios com paragens selecionadas estão também agendados).
- Madrid–Valencia via Cuenca e Requena-Utiel (comboios diretos estão também agendados).
- Valencia–Sevilha via Cuenca, Ciudad Real, Puertollano, e Córdoba.
- Valencia–Burgos via Requena-Utiel, Cuenca, Madrid Chamartín e Valladolid (comboios com paragens selecionadas estão também agendados).

- Internacional:[3]
  - Barcelona–Lyon via Girona, Figueres, Perpignan, Narbonne, Montpellier, Nîmes, e Valence.
  - Madrid–Marselha via Guadalajara, Zaragoza, Tarragona, Barcelona, Girona, Figueres, Perpignan, Narbonne, Béziers, Montpellier, Nîmes, Avignon e Aix-en-Provence.

O hub central do sistema AVE é Madrid Puerta de Atocha, exceto para as linhas de Alta-Velocidade Madrid-León, Madrid-Burgos, Madrid-Ourense, Madrid-Alicante e Madrid-Murcia, que utilizam a Estação de Chamartín